# Cavatelli
Cavatelli zijn een soort pasta en zijn de kleinere variant van strozzapreti. Ze worden vaak handgemaakt gerold. Deze pastasoort wordt vaak geserveerd met tomatensaus. Aangezien pastasoorten rijk zijn aan koolhydraten, worden ze graag gegeten door sporters voor hun inspanningen. 
Om van een Cavatelli-maaltijd te spreken worden vaak ingrediënten als vlees, kaas, vis, gevogelte of groenten. De pasta wordt vaak gegeten met een vork. 